# 我愛黑澀棒棒堂 (賀年節目)
《我愛黑澀棒棒堂》是台灣Channel [V] 娛樂台播出的特別綜藝節目，自2007年開始於每年除夕及春節播映。節目名稱由該台收視率最高的兩個節目《我愛黑澀會》、《模范棒棒堂》合併而成，並由黑Girl、黑澀會美眉、Lollipop棒棒堂、Choc7及棒棒堂底迪成員共同錄製。本節目名稱亦作為2009年10月12日起週一至週四於Channel [V] 娛樂台播出，並由前節目《我愛黑澀會》、《模范棒棒堂》所合併而成的一個新節目名稱。

## 播出時間
2007年
- 年度風雲頒獎大會、年終賀歲PK大賽 及 滿城盡帶黑色黃金甲 於 2月17日（除夕）及2月18日（初一）晚上九時至十二時首播

2008年
- 年度風雲頒獎典禮 及 黑澀會棒棒堂男生女生配 於 2月6日（除夕）晚上九時至十二時首播
- 年終賀歲PK大賽（鼠年紅白PK賽）及 新春賀歲劇（滿天都是黑澀棒棒之封神演藝圈） 於 2月7日（初一）晚上九時至十二時首播

2009年
- 年度總評比紅白PK賽 於1月25日（除夕）晚上九時至十二時首播
- 黑澀棒棒堂之我在CHANNEL [V]的異性好友 於1月26日（初一）晚上十時至十一時首播
- 黑澀棒棒堂偶像劇大集合 於1月26日（初一）晚上十一時至十二時首播

2010年
- 群星閃耀迎虎年 於2月13日（除夕）晚上九時至十二時首播

## 節目內容簡介
《我愛黑澀棒棒堂》由金星娛樂製作、台灣Channel [V] 娛樂台播出，每年的主題都可分為以下項目：
- 頒獎典禮（2007年及2008年）
- 黑澀會美眉與棒棒堂男孩的配對環節（2008年及2009年）
- 年終賀歲才藝比賽
- 新春賀歲劇

## 2007年

### 節目內容

#### 年度風雲頒獎大會
- 最佳精舞門獎：敖犬
- 最佳放電獎：琳恩
- 最愛哭鬼獎：瑤瑤
- 最佳爆料獎：鬼鬼
- 最沒形象獎：小馬
- 最佳笑果獎：阿本
- 最佳豬頭王：寧寧
- 最佳特殊才藝獎：Kitty（軟骨功）
- 最佳模仿獎：毛弟（驚驚）
- 最佳歌喉獎：凱希
- 電玩大獎：王子

#### 年終賀歲PK大賽
- 主持：范瑋琪
- 隊長：Henry、容嘉
- 旁白：陳彥銘（B2）
- 主要評審：Andy、敖君怡、小村

#### 滿城盡帶黑色黃金甲
參演（依出場次序）：

| - 黑人（飾 皇上） - 小米（飾 皇后） - 大牙、小蠻、Apple（飾 妃子） - 小薰（飾 番邦好女子） - 容嘉（飾 江南歌姬） - MeiMei（飾 環肥） | - 小煜（飾 青蚵） - Henry（飾 大王子） - 阿緯（飾 大王子好友） - 小香（飾 大將軍/小王子） - 敖犬（飾 卡不拉公爵） - 王子（飾 王子面小王子） | - 甯兒（飾 小公主） - 小（飾 八王爺） - 威廉、貝童彤（飾 將軍） - 鬼鬼、丫頭（飾 某某國公主） |

## 2008年

### 節目內容
「年度風雲頒獎典禮」前播出約9分鐘的「開堂上課 三小時不打烊」回顧過去一年黑澀會及棒棒堂所發生的大事

#### 年度風雲頒獎典禮
- 最佳進步獎：毛弟
- 最佳笑果獎：瑤瑤
- 另類歌聲獎：李銓、丫頭
- 另類才藝獎：牙膏
- 爆笑NG獎：小香
- 最優舞王獎：蚊子
- 慘烈犧牲獎：敖犬
- 最會模仿獎：Albee
- 保險公司最不想保獎：Lollipop棒棒堂

#### 黑澀棒棒男生女生配
- 百位路人中最想看到的情侶組合：蚊子和阿緯
- 百位路人中最不想看到的情侶組合 - 
  - 第一名：瑤瑤和小濱
  - 第二名：鬼鬼和王子
  - 第三名：MeiMei和多多
- 電玩大獎：Elmo

#### 鼠年紅白PK賽
- 評審：Andy、黃國倫、藍波
- 主持：范范
- 助教：Henry、容嘉
- 勝出：白隊（109分）

#### 滿天都是黑澀棒棒之風神演藝圈
參演（依出場次序）：

| - 王子（飾 金童） - 鬼鬼（飾 玉女） - 黑人（飾 玉皇大帝） - 容嘉（飾 九天玄女） - 小米（飾 王母娘娘） - 李銓（飾 門神） | - 大牙（飾 何仙姑） - 敖犬（飾 孫悟空） - 阿緯（飾 如來佛） - 小馬（飾 吳剛） - 小蠻（飾 嫦娥） - 甯兒（飾 月兔） | - 小香（飾 牛郎） - Apple（飾 織女） - Henry（飾 土地公） - 小薰（飾 媽祖） - 威廉（飾 食神） - 小煜（飾 恍神） | - 小（飾 月下老人） - 毛弟（飾 賭神） - 丫頭（飾 千手觀音） - 阿本（飾 文昌帝君） - Terry（飾 牛魔王） - MeiMei（飾 鐵扇公主） |

## 2009年
棒棒堂成員威廉以照顧患病父親為由，缺席本年《我愛黑澀棒棒堂》的所有錄影節目。本年度頒獎典禮環節被2008年12月31日於《模范棒棒堂》節目時段播出的「棒棒堂超狠跨年總檢討」及2009年1月1日於《我愛黑澀會》節目時段播出的「2008黑澀會年度金鐘獎」所取代。

### 主持人與成員
- 主持：黑人、小米、容嘉、小香
- 參與錄影成員：

| Lollipop棒棒堂 - 敖犬 - 王子 - 小煜 - 小 - 阿緯 | 黑Girl - 大牙 - Apple - MeiMei - 丫頭 - 小薰 - 鬼鬼 - 小蠻 - 甯兒 | Choc7 （播出時稱模范七棒） - 阿本 - 毛弟 - 小馬 - 小祿 - 李銓 - 鮪魚 - 野獸 | 棒棒堂底迪及黑澀會美眉 - 阿良 - 小樂 - 虎牙 - 阿Man - 洪詩 - 玉兔 - 允菲 - 瑤瑤 - 蚊子 - 斯亞 - 昆凌 - Taco |

### 節目內容

#### 2009除夕紅白PK大對抗
- 評審：Andy、藍波、丁曉雯、牛奶
- 217（紅隊）- 208（白隊）

| 紅隊   | 紅隊  |
| ------ | ----- |
| 容嘉   | 小祿  |
| 王子   | 小薰  |
| 小馬   | 甯兒  |
| 敖犬   | 小煜  |
| 鮪魚   | 丫頭  |
| 阿本   | 小蠻  |
| MeiMei | 玉兔  |
| 虎牙   | 允菲  |
| 小樂   |       |
| 白隊   |       |
| 小香   | Apple |
| 野獸   | 大牙  |
| 小     | 昆凌  |
| 李銓   | 鬼鬼  |
| 毛弟   | 阿緯  |
| 阿Man  | 瑤瑤  |
| 阿良   | 斯亞  |
| Taco   | 洪詩  |
| 蚊子   |       |

#### 牛年初一配對拿獎金
本年以在Channel [V] 中的異性好友為題，每人各選出一位在Channel [V] 中最要好的異性朋友，如
以下為成功配對的組合：
- 野獸、大牙
- 王子、小薰
- 阿良、玉兔
- 小、昆凌
- 李銓、鬼鬼
- 小馬、小婕

#### 黑澀棒棒堂偶像劇大集合
| 改編偶像劇          | 偶像劇 / 電影  | 角色                 | 演員            |
|                     |                | 主播 / 偶像劇之王    | 黑人            |
| 主播 / 偶像劇之丫環 | 容嘉           |                      |                 |
| 不良笑話            | 不良笑花       | 獎小花（蔣小花）     | 小薰（楊丞琳）  |
| 不良笑話            | 不良笑花       | 糖門（唐門）         | 阿本（潘瑋柏）  |
| 斥壁                | 赤壁           | 小橋（小喬）         | Apple（林志玲） |
| 斥壁                | 赤壁           | 諸嗝亮（諸葛亮）     | 敖犬（金城武）  |
| 斥壁                | 赤壁           | 曹糙（曹操）         | 小祿（張豐毅）  |
| 斥壁                | 赤壁           | 周渝（周瑜）         | 小香（梁朝偉）  |
| 黑糖群俠傳          | 黑糖群俠傳     | 陸見寧               | 丫頭            |
| 黑糖群俠傳          | 黑糖群俠傳     | 小聾女               | 小蠻            |
| 黑糖群俠傳          | 黑糖群俠傳     | 邪教護法（聖女護法） | MeiMei          |
| 黑糖群俠傳          | 黑糖群俠傳     | 令狐聰               | 王子            |
| 黑糖群俠傳          | 黑糖群俠傳     | 郭敬                 | 阿緯            |
| 黑糖群俠傳          | 黑糖群俠傳     | 楚琉香               | 小煜            |
| 命中注定我揍你      | 命中注定我愛你 | 便利貼女孩（陳欣怡） | 允菲（陳喬恩）  |
| 命中注定我揍你      | 命中注定我愛你 | 紀存C（紀存希）      | 毛弟（阮經天）  |
| 命中注定我揍你      | 命中注定我愛你 | 紀氏夫妻之女         | 斯亞            |
| 無敵三寶飯          | 無敵珊寶妹     | 珊堡妹（胡珊寶）     | 大牙（郭采潔）  |
| 無敵三寶飯          | 無敵珊寶妹     | 孫小傑（孫無敵）     | 小（張棟樑）    |
| 翻滾吧！印度Q餅     | 翻滾吧！蛋炒飯 | 關小梳（關小舒）     | 甯兒（卓文萱）  |
| 翻滾吧！印度Q餅     | 翻滾吧！蛋炒飯 | 米淇淋（米麒麟）     | 李銓（汪東城）  |
| 哈囉MIT             | 霹靂MIT        | 李曉星               | 鬼鬼            |
| 籃框火              | 籃球火         | 元大鶯（元大鷹）     | 鮪魚（羅志祥）  |
| 籃框火              | 籃球火         | 東方祥（東方翔）     | 野獸（言承旭）  |

## 外部連結
- 2008年我愛黑澀棒棒堂官方網站 - Channel [V]
- 2009年我愛黑澀棒棒堂官方網站[永久] - Channel [V]